# Flandre maritime
Pour les articles homonymes, voir Flandre.
Ne doit pas être confondu avec plaine maritime flamande.
La Flandre maritime appelée aussi Flandre flamingante, est une ancienne province française correspondant au nord de la Flandre française. Il corresponds à la partie du gouvernement de Flandre qui était restée de langue flamande avant 1789. Sa capitale est Cassel.

## Territoire
La province de Flandre maritime était composée de :
- toutes les communes de l'actuel arrondissement de Dunkerque, à l'exception de Saint-Momelin (qui faisait partie de l'Artois)
- deux communes de l'actuel arrondissement de Lille : Wervicq-Sud et  Warneton-Sud (mais pas Warneton-Bas, qui faisait partie de la Flandre wallonne).

Sa superficie était 1 444 km2, et sa capitale Cassel. Elle ne doit pas être confondue avec la plaine maritime flamande, qui est une notion de topographie, bien que la Flandre maritime en contienne une petite partie.
En Belgique, le terme Maritiem-Vlaanderen correspond le plus souvent à la notion de plaine maritime flamande.

## Histoire
Sous l'Ancien Régime, on appelait Flandre maritime, la province comprise entre la Mer du Nord, la Picardie, l'Artois flamingant, la Flandre wallonne et les Pays-Bas espagnols. 
La partie du territoire qui borde la côte a longtemps été un vaste marais inoccupé en raison du niveau du sol souvent situé en dessous du niveau de la mer et des transgressions marines. Les marais s'étendaient de Watten à Bourbourg jusqu'à la mer et de Coquelles à Bergues, jusqu'au-delà de l'Yser. Il demeure des traces de cette situation (Les Moëres). Les comtes de Flandre ont joué un rôle moteur, à partir des Xe – XIe siècles, pour l'exploitation de ces sols en donnant de larges étendues de terres aux abbayes et autres établissements ecclésiastiques en échange de leur engagement de les drainer et de les mettre en valeur. Jusqu'à cette époque, l'implantation humaine n'était souvent qu'épisodique ou cantonnée aux quelques points un peu plus hauts. L'action des moines, drainage et dessèchement des sols, creusement de fossés, de canaux comme la canalisation de l'Aa ,le canal de la Colme, mise en place de dispositifs plus tard modernisés en écluses, va être déterminante  et aboutir à la constitution de polders, action qui en Flandre maritime porte le nom de watringue.
La Flandre maritime s'est constituée lentement en réunissant plusieurs villes prises aux Espagnols par Louis XIV. Jusqu'au traité de Ryswick, chaque campagne avait amené un agrandissement, mais après la Guerre de Succession d'Espagne, la France dut rétrocéder une partie de ses conquêtes en Flandres. L'étendue de la province de Flandre maritime varia plusieurs fois aux XVIIe et XVIIIe siècles. L'annexion des Pays-Bas espagnols était en effet une constante de la politique française depuis Richelieu. Après avoir conclu un accord avec les Provinces-Unies, la France envahit les Pays-Bas espagnols et enleva plusieurs places fortes permettant selon Mazarin de « créer un boulevart inexpugnable ». (Le mot « boulevard » vient fort probablement du moyen néerlandais « bolwerc » « bastion »). . Dunkerque et Mardyck furent rachetées aux Anglais en 1662. Après l'annexion en 1668, de Bergues et de Furnes,  l'intendance de Flandre maritime est créée, rassemblant Bourbourg, Gravelines, Dunkerque, Bergues, Furnes et leurs dépendances. En 1678, au traité de Nimègue, Ypres, Wervicq, Warneton, Poperingue, Bailleul et Cassel et leurs dépendances rejoignent la Flandre maritime et font doubler son territoire de taille. En 1699, c'est l'extension maximale de l'intendance, qui s'agrandit de Loo, Roulers, Merville, La Motte-aux-Bois, du bois de Nieppe et du bois d'Houthulst.
Au Traité d'Utrecht, Furnes, Loo, Dixmude, Ypres, Roulers, Poperingue, Warneton, Comines et Wervicq sont cédés aux Pays-Bas autrichiens. La Flandre maritime était devenue ainsi en 1713 une province de très petite taille constituée de Cassel, Bergues, Bailleul, Bourbourg, Dunkerque, Merville et les parties sud de Wervicq et de Warneton, soit l'actuel arrondissement de Dunkerque.
Les Flamands, qu'ils soient flamingants de Flandre maritime ou wallons de Flandre wallonne, ne se réjouissaient pas du tout des entreprises françaises et se battirent pour conserver leurs privilèges, ce qui leur fut accordé dans un souci d'apaisement. Le développement de Dunkerque entrepris par Louis XIV permit de lever les dernières réticences à l'annexion française.
La Flandre Maritime forma, de 1667 à 1715, l'intendance de la Flandre Flamingante, appelée aussi quelquefois Flandre Occidentale ou Flandre Française du côté de la mer.